# Préfecture de Kouroussa
La préfecture de Kouroussa est une subdivision administrative de la région de Kankan, en Guinée. Le chef-lieu est la ville de Kouroussa.

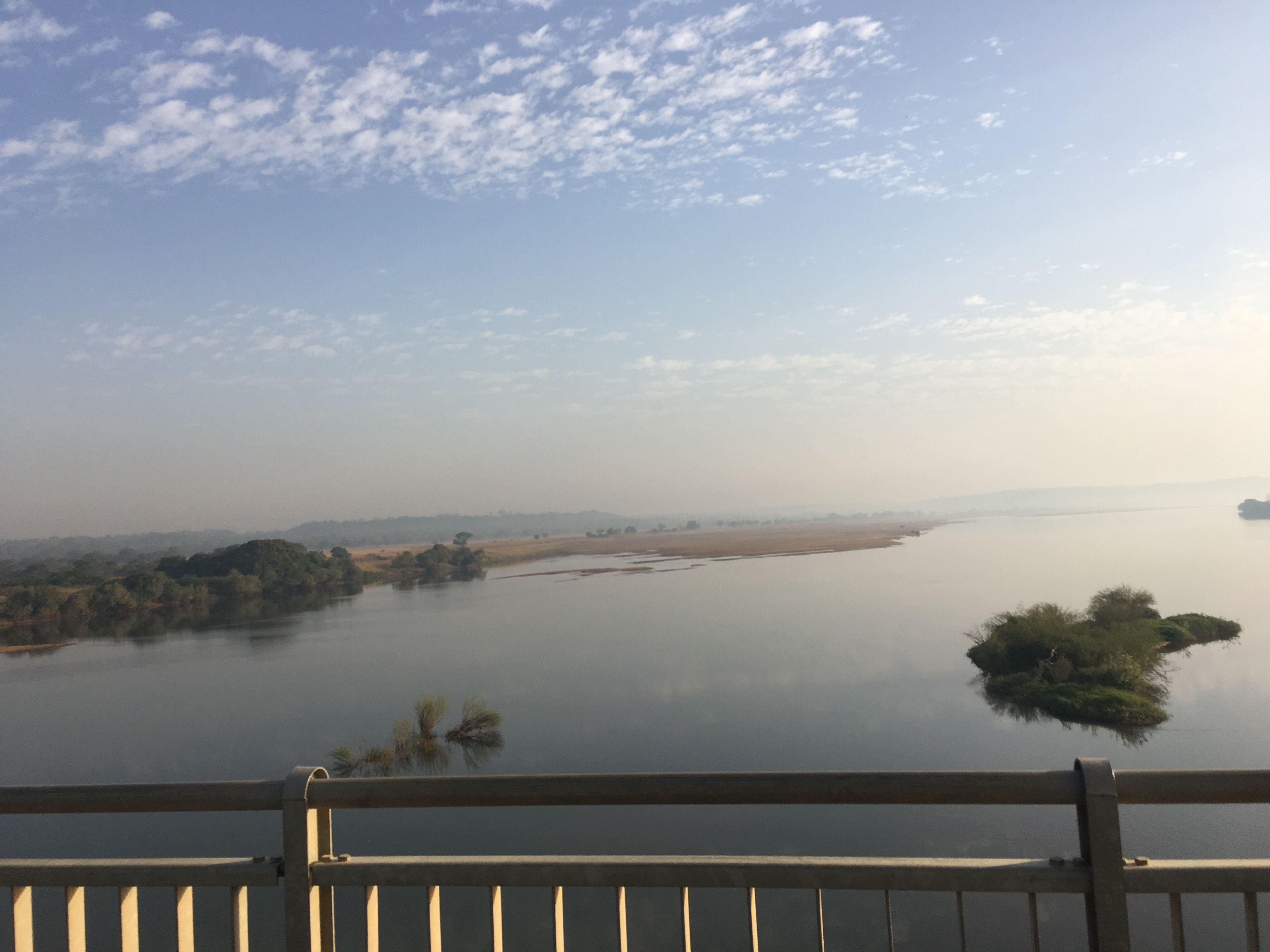
Fleuve Niger à Kouroussa

## Subdivision administrative
La préfecture de Kouroussa est subdivisée en quatorze (14) sous-préfectures: Kouroussa-Centre, Babila, Balato, Banfélé, Baro, Cisséla, Douako, Doura, Kiniéro, Komola-Koura, Koumana, Sanguiana, Kouroukoro, Kansereah et Fadou-Saba.

## Population
En 2022, le nombre d'habitants de la préfecture a été estimé à 338 892, selon une Projections des indicateurs démographiques 2014-2040 officielle du recensement de 2014 qui en avait dénombré 268 630.

## Forêt et réserves
La préfecture à des forêt et zones réserves a savoirs la forêt classée de l’ Amana, forêt classée de la Kouya, forêt classée de Baro, Forêt Classée de Nono, forêt classée de la Tanba.

## Gare ferroviaire
La préfecture de Kouroussa à trois gares ferroviaire places le long du chemin de fer de Conakry à Kankan notamment à Niémé, cisséla et Baro.

## Personnalité
- Bandian Neyba Condé, député de Kouroussa entre 2020 et 2021 ;

## Articles annexes
- Fadou-Saba
- Subdivision de la Guinée
- Kankan